# 谢善继
谢善继（1903年—1980年），又名元庆，别号弘毅，湖南岳阳县鹿角镇人。中华人民共和国政治人物。

## 生平
毕业于湖南第一师范，先后在岳阳忠信高小、长沙明德中学、湖南省立一中任教。先后任上海肇和中学教员、上海《前途》杂志编辑、成都中央军校上校教官、国立武汉大学和湖南大学副教授、教授。中华人民共和国成立后，历任湖南大学、湖南师范学院、华中师范大学教授。

## 著作
有《吴南屏文选》、《中国文学作品选读》、《中国古代文学名著选》。